# فرودگاه بین‌المللی کفلاویک
فرودگاه بین‌المللی کفلاویک (به ایسلندی: Keflavíkurflugvöllur) بزرگ‌ترین فرودگاه ایسلند و یک فرودگاه همگانی و نظامی مسافربری با کد یاتا KEF است. طول باند فرود آسفالت آن ۳۰۵۴ متر است. این فرودگاه در شهر ریکیاویک و در ارتفاع ۵۲ متری از سطح دریا قرار دارد.

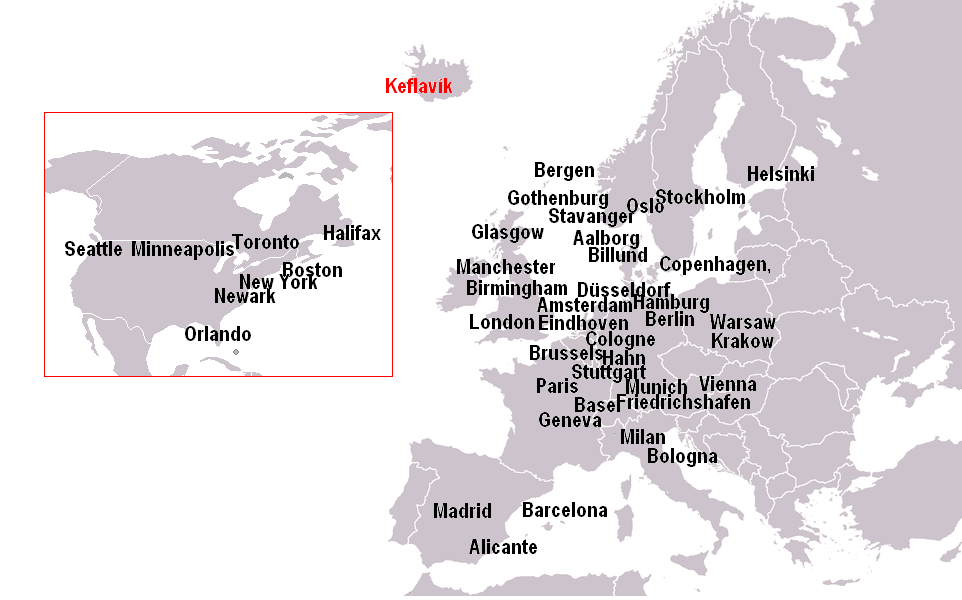
شهرهایی که پرواز مستقیم بین‌المللی به فرودگاه دارند

## شرکت‌های هواپیمایی و مقصدهای پروازی

### مسافری
Although the population of Iceland is only about 300,000, there are scheduled flights to and from numerous locations across North America and Europe. The largest carrier operating out of Keflavík is ایسلندایر. On ۲۳ اکتبر ۲۰۱۲ واو ایر acquired Iceland Express making it the second largest Icelandic carrier and the second largest at Keflavík. The airport only handles international flights (except for flights to آکوریری in connection with certain Air Iceland Connect flights to Greenland); domestic flights and flights to گرینلند are operated from ریکیاویک.
The following airlines operate regular scheduled and charter services to and from Keflavík:
| شرکت‌های هواپیمایی                       | مقصدهای پروازی |
| --------------------------------------- | --- |
| ایربالتیک                               | فصلی: ریگا |
| ایر کانادا روژ                          | فصلی: مونترآل-پییر الیوت ترودو، پیرسون تورنتو |
| ایر گرین‌لند                             | فصلی: ایلولیست، نوک |
| Air Iceland Connect                     | آکوریری فصلی: کانگرلوسواک، نارسارسواک |
| آتلانتیک ایرویز                         | واگار |
| آسترین ایرلاینز                         | فصلی: وین |
| بریتیش ایرویز                           | هیترو لندن |
| بریتیش ایرویز اجرا توسط بی‌ای سیتی‌فلایر  | فصلی: لندن سی‌تی (آغاز از ۲۹ اکتبر ۲۰۱۷)، |
| چک ایرلاینز                             | فصلی: پراگ رازیون |
| دلتا ایرلاینز                           | جان اف کندی فصلی: مینیاپولیس−سنت پل |
| ایزی‌جت                                  | ادینبرو، گاتویک، لوتن لندن، منچستر فصلی: بلفاست، بریستول، استانستد لندن |
| easyJet Switzerland                     | فصلی: بازل-مولوز-فرایبورگ اروپا، ژنو |
| یورو وینگز                              | فصلی: برلین تگل، کلن بن، دوسلدورف، هامبورگ، اشتوتگارت |
| فن‌ایر                                   | هلسینکی |
| فلای‌بی                                  | چارتر فصلی: بیرمنگام |
| جرمنیا                                  | فصلی: برمن، درسدن، فریدریش هافن، نورنبرگ |
| ایبریا اکسپرس                           | فصلی: مادرید-باراخاس |
| ایسلندایر                               | اسخیپول آمستردام، فلسلند برگن، بیرمنگام، بروکسل، لوگان، اوهر شیکاگو، کپنهاگ، دنور، ادمونتون، فرانکفورت، گلاسگو، هلسینکی، گاتویک، هیترو لندن، منچستر، مینیاپولیس−سنت پل، مونیخ، جان اف کندی، لیبرتی نیوآرک، اورلاندو، گاردرموئن اسلو، شارل دوگل پاریس، اورلی، سیاتل-تاکوما، استکهلم-آرلاندا، تمپا (آغاز از ۷ سپتامبر ۲۰۱۷), پیرسون تورنتو، ونکوور، دالس واشینگتن Seasonal: تد استیونز انکوریج، بارسلونا-ال پرات، بیلاند، ژنو، گوتنبرگ-لاندوتر، هلفکس استانفیلد، هامبورگ، مادرید-باراخاس، میلانو مالپنسا، مونترآل-پییر الیوت ترودو، فیلادلفیا، پورتلند، سولا استاوانگر، ورنس تروندهایم، زوریخ |
| ایسلندایر اجرا توسط Air Iceland Connect | آبردین، شهری جورج بست بلفاست فصلی: آکوریری |
| لوفت‌هانزا                               | فرانکفورت فصلی: مونیخ |
| نروجین ایر شاتل                         | بارسلونا-ال پرات، گاردرموئن اسلو فصلی: آلیکانته-الچه، فلسلند برگن، گاتویک، مادرید-باراخاس |
| پریمرا ایر                              | فصلی: آلیکانته، بارسلونا-ال پرات، گرن کناریا، لا پالما، مالاگا، تنریف جنوبی، فریولی ونتزیا جولیا چارتر فصلی: آلمریا، میلاس-بودروم، خانیا |
| هواپیمایی اسکاندیناوی                   | کپنهاگ، گاردرموئن اسلو |
| Small Planet Airlines                   | چارتر فصلی: بورگاس، وارنا |
| Thomson Airways                         | فصلی: ایست میدلند، گاتویک، منچستر |
| ترنسویا فرانس                           | فصلی: اورلی |
| ویولینگ                                 | فصلی: بارسلونا-ال پرات، لئوناردو دا وینچی-فیومیچینو |
| ویز ایر                                 | بوداپست فرنک لیست، گدایسک لخ والسا، کاتوویتس، پراگ رازیون، ریگا، ویلنیوس، شوپن ورشو، وروتسواف کوپرنیکوس |
| واو ایر                                 | اسخیپول آمستردام، ثرگود مارشال بالتیمور واشینگتن، برلین شونفلد، لوگان، بروکسل، کپنهاگ، دوبلین، ادینبرو، فرانکفورت، گرن کناریا، گاتویک، لس‌آنجلس، میامی، مونترآل-پییر الیوت ترودو، لیبرتی نیوآرک، شارل دوگل پاریس، پیتسبورگ، سانفرانسیسکو، استکهلم-آرلاندا، بن گوریون (آغاز از ۱۲ سپتامبر ۲۰۱۷)، پیرسون تورنتو، شوپن ورشو فصلی: آلیکانته-الچه، بارسلونا-ال پرات، بریستول، کرک, اوهر شیکاگو، دوسلدورف، لیون-سینت اگزوپری، میلانو مالپنسا، زالتسبورگ، تنریف جنوبی |
| واو ایر اجرا توسط Avion Express         | فصلی: کرک |

### باری
| شرکت‌های هواپیمایی                        | مقصدهای پروازی                                                 |
| ---------------------------------------- | -------------------------------------------------------------- |
| Air Atlanta Icelandic                    | میدان هوایی بگرام، فرانکفورت، سوئکارنو-هتا، لوگزامبورگ - فیندل |
| ASL Airlines Belgium                     | لیژ، جان اف کندی                                               |
| اطلس ایر                                 | آستانه، هکتور، چیمکند                                          |
| Bluebird Cargo                           | کلن بن، دوبلین، گریتر مانکتن                                   |
| ایسلندایر                                | ایست میدلند، لیژ، استانستد لندن                                |
| یوپی‌اس ایرلاینز اجرا توسط Bluebird Cargo | کلن بن، ادینبرو، گریتر مانکتن                                  |